# Pułk Morski Ochrony Wybrzeża
Pułk Morski Ochrony Wybrzeża (niem. Estnische Marine-Küstenschutz Regiment, est. Rannakaitse rügement) – kolaboracyjna ochotnicza jednostka wojskowa Kriegsmarine złożona z Estończyków podczas II wojny światowej.

## Historia
Pułk został sformowany pod koniec 1941 r. rozkazem adm. Theodora Burchardiego. Na jego czele stanął płk Villem Saarsen. Funkcję szefa sztabu objął płk E. Ein. Składał się z dwóch batalionów, których dowódcami byli mjr M. Mullas i mjr August Kõrgma. Żołnierze nosili mundury armii estońskiej. Pułk podlegał szefowi sztabu adm. T. Burchardiego, kpt. Conradowi Engelhardtowi. SS uznało utworzenie pułku za samowolę, w związku z tym w poł. marca 1942 r. z Berlina przybył wysoki oficer SS. Postawił on wybór przed Estończykami: wstąpienie do SS lub rozwiązanie jednostki. Pułkownik V. Saarsen pod koniec marca podjął decyzję o rozformowaniu pułku i rozpuszczeniu jego żołnierzy, co zaakceptował adm. T. Burchardi.